# Ізотопи фосфору
Хоча фосфор (15P) має 22 ізотопи від 26P до 47P. Тільки 31P є стабільним, тому фосфор вважається моноізотопним елементом. Найбільш довгоживучими радіоактивними ізотопами є 33P з періодом напіврозпаду 25,34 дня і 32P з періодом напіврозпаду 14,268 дня. Усі інші мають період напіврозпаду менше 2,5 хвилин, більшість — менше секунди. Найменш стабільним відомим ізотопом є 47P з періодом напіврозпаду 2 мілісекунди.

## Список ізотопів
| Символ ізотопу | Z(p)         | N(n)         | Маса ізотопу (u)   | Період напіврозпаду       | Типи розпаду      | Дочірні ізотопи | Спін і парність ядра | Поширеність ізотопу в природі (мольна частка) |
| -------------- | ------------ | ------------ | ------------------ | ------------------------- | ----------------- | --------------- | -------------------- | --------------------------------------------- |
| 26P            | 15           | 11           | 26,01178(21)#      | 43,6(3) мс                | β+ (62.9%)        | 26Si            | (3)+                 |                                               |
| 26P            | 15           | 11           | 26,01178(21)#      | 43,6(3) мс                | β+, p (35.1%)     | 25Al            | (3)+                 |                                               |
| 26P            | 15           | 11           | 26,01178(21)#      | 43,6(3) мс                | β+, 2p (1.99%)    | 24Mg            | (3)+                 |                                               |
| 26mP           | 164,4(1) кеВ | 164,4(1) кеВ | 164,4(1) кеВ       | 115(8) нс                 | ІП                | 26P             | (1+)                 |                                               |
| 27P            | 15           | 12           | 26,9992925(97)     | 260(80) мс                | β+ (99.93%)       | 27Si            | 1/2+                 |                                               |
| 27P            | 15           | 12           | 26,9992925(97)     | 260(80) мс                | β+, p (0.07%)     | 26Al            | 1/2+                 |                                               |
| 28P            | 15           | 13           | 27,9923265(12)     | 270,3(5) мс               | β+                | 28Si            | 3+                   |                                               |
| 28P            | 15           | 13           | 27,9923265(12)     | 270,3(5) мс               | β+, p (.0013%)    | 27Al            | 3+                   |                                               |
| 28P            | 15           | 13           | 27,9923265(12)     | 270,3(5) мс               | β+, α (8.6×10−4%) | 25Mg            | 3+                   |                                               |
| 29P            | 15           | 14           | 28,98180037(39)    | 4,102(4) с                | β+                | 29Si            | 1/2+                 |                                               |
| 30P            | 15           | 15           | 29,978313490(69)   | 2,5000(17) хв             | β+                | 30Si            | 1+                   |                                               |
| 31P            | 15           | 16           | 30,97376199768(80) | Стабільний                | Стабільний        | Стабільний      | 1/2+                 | 1,0000                                        |
| 32P            | 15           | 17           | 31,973907643(42)   | 14,269(7) д               | β−                | 32S             | 1+                   | Сліди                                         |
| 33P            | 15           | 18           | 32,9717257(12)     | 25.35(11) д               | β−                | 33S             | 1/2+                 |                                               |
| 34P            | 15           | 19           | 33,97364589(87)    | 12,43(10) с               | β−                | 34S             | 1+                   |                                               |
| 35P            | 15           | 20           | 34,9733140(20)     | 47,3(8) с                 | β−                | 35S             | 1/2+                 |                                               |
| 36P            | 15           | 21           | 35,978260(14)      | 5,6(3) с                  | β−                | 36S             | 4−                   |                                               |
| 36P            | 15           | 21           | 35,978260(14)      | 5,6(3) с                  | β−, n?            | 35S             | 4−                   |                                               |
| 37P            | 15           | 22           | 36,979607(41)      | 2,31(13) с                | β−                | 37S             | (1/2+)               |                                               |
| 37P            | 15           | 22           | 36,979607(41)      | 2,31(13) с                | β−, n?            | 36S             | (1/2+)               |                                               |
| 38P            | 15           | 23           | 37,984303(78)      | 0,64(14) с                | β− (88%)          | 38S             | (2−)                 |                                               |
| 38P            | 15           | 23           | 37,984303(78)      | 0,64(14) с                | β−, n (12%)       | 37S             | (2−)                 |                                               |
| 39P            | 15           | 24           | 38,98629(12)       | 282(24) мс                | β− (74%)          | 39S             | (1/2+)               |                                               |
| 39P            | 15           | 24           | 38,98629(12)       | 282(24) мс                | β−, n (26%)       | 38S             | (1/2+)               |                                               |
| 40P            | 15           | 25           | 39,991262(90)      | 150(8) мс                 | β− (84.2%)        | 40S             | (2−,3−)              |                                               |
| 40P            | 15           | 25           | 39,991262(90)      | 150(8) мс                 | β−, n (15.8%)     | 39S             | (2−,3−)              |                                               |
| 40P            | 15           | 25           | 39,991262(90)      | 150(8) мс                 | β−, 2n?           | 38S             | (2−,3−)              |                                               |
| 41P            | 15           | 26           | 40,99465(13)       | 101(5) мс                 | β− (70%)          | 41S             | 1/2+#                |                                               |
| 41P            | 15           | 26           | 40,99465(13)       | 101(5) мс                 | β−, n (30%)       | 40S             | 1/2+#                |                                               |
| 41P            | 15           | 26           | 40,99465(13)       | 101(5) мс                 | β−, 2n?           | 39S             | 1/2+#                |                                               |
| 42P            | 15           | 27           | 42,00117(10)       | 48,5(15) мс               | β− (50%)          | 42S             |                      |                                               |
| 42P            | 15           | 27           | 42,00117(10)       | 48,5(15) мс               | β−, n (50%)       | 41S             |                      |                                               |
| 42P            | 15           | 27           | 42,00117(10)       | 48,5(15) мс               | β−, 2n?           | 40S             |                      |                                               |
| 43P            | 15           | 28           | 43,00541(32)#      | 35,8(13) мс               | β−, n             | 42S             | (1/2+)               |                                               |
| 43P            | 15           | 28           | 43,00541(32)#      | 35,8(13) мс               | β−, 2n ?          | 41S             | (1/2+)               |                                               |
| 44P            | 15           | 29           | 44,01193(43)#      | 18,5(25) мс               | β−, n (55%)       | 43S             |                      |                                               |
| 44P            | 15           | 29           | 44,01193(43)#      | 18,5(25) мс               | β− (24%)          | 44S             |                      |                                               |
| 44P            | 15           | 29           | 44,01193(43)#      | 18,5(25) мс               | β−, 2n (21%)      | 42S             |                      |                                               |
| 45P            | 15           | 30           | 45,01713(54)#      | 24(7 (стат), 9 (сист)) мс | β−, n (79%)       | 44S             | 1/2+#                |                                               |
| 45P            | 15           | 30           | 45,01713(54)#      | 24(7 (стат), 9 (сист)) мс | β−, 2n (21%)      | 43S             | 1/2+#                |                                               |
| 46P            | 15           | 31           | 46,02452(54)#      | 9# мс [>200 нс]           | β−?               | 46S             |                      |                                               |
| 46P            | 15           | 31           | 46,02452(54)#      | 9# мс [>200 нс]           | β−, n?            | 45S             |                      |                                               |
| 46P            | 15           | 31           | 46,02452(54)#      | 9# мс [>200 нс]           | β−, 2n?           | 44S             |                      |                                               |
| 47P            | 15           | 32           | 47,03093(64)#      | 4# мс [>400 нс]           | β−                | 47S             | 1/2+#                |                                               |
| 47P            | 15           | 32           | 47,03093(64)#      | 4# мс [>400 нс]           | β−, n?            | 46S             | 1/2+#                |                                               |
| 47P            | 15           | 32           | 47,03093(64)#      | 4# мс [>400 нс]           | β−, 2n?           | 45S             | 1/2+#                |                                               |

1. ↑  ( ) — Похибка (1σ) наводиться в стислій формі в круглих дужках після відповідних останніх цифр.
2. ↑    1.  — Атомна маса, позначена #: значення та невизначеність, отримані не з чисто експериментальних даних, а принаймні частково з тенденцій поверхні мас.
3. ↑    1.  — Значення, позначені #, отримані не виключно з експериментальних даних, але принаймні частково з трендів сусідніх нуклідів.
4. ↑  Скорочення:
ЕЗ: електронне захоплення
ІП: ізомерний перехід
5. ↑  Жирним для стабільних ізотопів
6. ↑    1.  — Значення, позначені #, отримані не виключно з експериментальних даних, але принаймні частково з трендів сусідніх нуклідів.
7. ↑  Спіни зі слабким оцінковим обґрунтуванням взяті в дужки.

## Радіоактивні ізотопи

### Фосфор-32
32P — радіоактивний ізотоп фосфору з відносною атомною масою 31,973907 і періодом напіврозпаду 14,26 дня. 32P — радіоактивний ізотоп фосфору з радіоцитотоксичною активністю, що випромінює бета-частинки. Випромінювані 32P, бета-частинки безпосередньо пошкоджують клітинну ДНК і, іонізуючи внутрішньоклітинну воду з утворенням кількох типів цитотоксичних вільних радикалів і супероксидів, опосередковано пошкоджують внутрішньоклітинні біологічні макромолекули, що призводить до загибелі клітин пухлини.

### Фосфор-33
33P – штучний радіоактивний елемент. Виробляється з низьким виходом шляхом нейтронного бомбардування 31P (стабільного ізотопа). 33P має період напіврозпаду 25,3 дня. Це чистий β-випромінювач. 33P використовується як альтернатива 32P у дослідженнях у молекулярній біології. Дійсно, його довший час життя та особливо його менш енергетичний β-спектр спрощують маніпуляції з ним у лабораторії. У медицині 33P використовувався для лікування артеріального стенозу, але на даний момент він більше не показаний.